# Песчана (комуна)
Песчана (рум. Pesceana) — комуна у повіті Вилча в Румунії. До складу комуни входять такі села (дані про населення за 2002 рік):
- Лупоая (293 особи)
- Неграя (373 особи)
- Песчана (337 осіб)
- Роєшть (406 осіб)
- Урсоая (215 осіб)
- Чермеджешть (432 особи)

Комуна розташована на відстані 162 км на захід від Бухареста, 30 км на південний захід від Римніку-Вилчі, 67 км на північ від Крайови, 143 км на південний захід від Брашова.

## Населення
За даними перепису населення 2002 року у комуні проживали 2056 осіб, усі — румуни. Усі жителі комуни рідною мовою назвали румунську. За віросповіданням усі жителі комуни — православні.